# Tetramicra simplex
Tetramicra simplex är en orkidéart som beskrevs av Oakes Ames. Tetramicra simplex ingår i släktet Tetramicra och familjen orkidéer.
Artens utbredningsområde är Kuba. Inga underarter finns listade i Catalogue of Life.